# Marte/Sea Killer
Sea Killer är en italiensk sjömålsrobot, som byggts i flera versioner, med olika styrsystem, och lämpar sig för avfyrning från fartyg eller flygplan (i vilken form vapensystemet är känt som Marte). Roboten väger 300 kg, har en längd av 4.7 m, en diameter på 0.206 m, en stridsspets på 70 kg och räckvidden är 25 km.